# District de St. Johann im Pongau
Le district de St. Johann im Pongau est une subdivision territoriale du land de Salzbourg en Autriche, coïncidant à la région du Pongau.

## Géographie

### Lieux administratifs voisins
| Arrondissement du Pays-de-Berchtesgaden (Bavière) | District de Hallein                                 | District de Gmunden (Haute-Autriche) |
| District de Zell am See                           |                                                     | District de Liezen (Land de Styrie)  |
|                                                   | District de Spittal an der Drau (Land de Carinthie) | District de Tamsweg                  |

## Communes
Le district de St. Johann im Pongau est subdivisé en 25 communes :
- Altenmarkt im Pongau
- Bad Gastein
- Bad Hofgastein
- Bischofshofen
- Dorfgastein
- Eben im Pongau
- Filzmoos
- Flachau
- Forstau
- Goldegg
- Grossarl
- Hüttau
- Hüttschlag
- Kleinarl
- Mühlbach am Hochkönig
- Pfarrwerfen
- Radstadt
- St. Johann im Pongau
- St. Martin am Tennengebirge
- St. Veit im Pongau
- Schwarzach im Pongau
- Untertauern
- Wagrain
- Werfen
- Werfenweng